# Joseph Canteloube
Marie-Joseph Canteloube de Malaret (Annonay (Ardèche), 21 de octubre de 1879-Grigny (Essonne), 4 de noviembre de 1957) fue un compositor, musicólogo y autor francés. Es conocido por sus colecciones de canciones folclóricas de orquestas de la región de Auvernia.

## Biografía
Canteloube nació en una familia originaria de la región francesa de Auvernia. Estudió piano a partir de los cuatro años y medio con Amélie Daetzer, una amiga de Frédéric Chopin. Luego de obtener su baccalauréat, trabajó en un banco en Burdeos. Regresó al hogar de su familia en Malaret debido a una enfermedad, pero cuando su salud mejoró, decidió hacer carrera como músico en París. Ingresó a la Schola Cantorum de París en 1901, donde fue estudiante de Vincent d'Indy y Charles Bordes y amigo de Déodat de Séverac, Isaac Albéniz y Albert Roussel.
En 1907, escribió la suite Dans la montagne para piano y violín en cuatro movimientos, la cual fue interpretada en la Société Nationale de Musique. Esta fue seguida por varios trabajos, incluyendo Colloque sentimental para voz y cuarteto de cuerdas (1908), Eglogue d'Automne para orquesta (1910), Vers la Princesse lointaine (un poema sinfónico, 1912), Au Printemps para voz y orquesta y L'Arada, un ciclo de seis mélodies (1922).
Canteloube compuso su primera ópera, Le Mas, entre 1910 y 1913 para su propio libreto. La ópera ganó el Prix Heugel en 1925 y recibió 100.000 francos como premio. Sin embargo, la reacción de los líderes del Teatro Nacional de la Opéra-Comique a su obra fue menos entusiasta que la del jurado. Luego de presionar a su editor, la obra fue estrenada el 3 de abril de 1929. Vercingétorix, su segunda ópera, fue inspirada por un libreto de Étienne Clémentel acerca de la derrota de los galos por Julio César. Fue estrenada en la Ópera Garnier el 22 de junio de 1933.
En 1925, Canteloube fundó un grupo llamado La Bourrée con varios jóvenes auverneses deseosos de dar a conocer el folclor de su región natal. Compuso varias colecciones de canciones, las cuales incluyen Chants de Haute-Auvergne (álbumes de canciones de Rouergue, Lemosín y Quercy), canciones religiosas regionales (Chants religieux d'Auvergne) y L'Hymne des Gaules (basado en un poema de Philius Lebesque). 
En 1941, se unió al gobierno de la Francia de Vichy durante la ocupación Nazi y escribió en el periódico monarquista Action française. También participó en numerosas transmisiones radiofónicas de folclor francés junto con el tenor Christian Selva.
Además de ser compositor, Canteloube trabajó como musicólogo, coleccionando canciones folclóricas. También escribió biografías de Vincent d'Indy (1949) y Déodat de Séverac (1950).